# Saint-Georges-sur-Fontaine
Pour les articles homonymes, voir Saint-Georges, Saint Georges, Georges et Fontaine.
Saint-Georges-sur-Fontaine est une commune française, située dans le département de la Seine-Maritime dans la région de Normandie. Ses habitants sont appelés les Fontigeorgiens.

## Géographie

### Localisation
| Fontaine-le-Bourg         | Claville-Motteville        |                        |
| Bosc-Guérard-Saint-Adrien | Saint-Georges-sur-Fontaine | Saint-André-sur-Cailly |
|                           | Quincampoix                |                        |

### Hydrographie
La commune est située dans le bassin Seine-Normandie. Elle n'est drainée par aucun cours d'eau,.

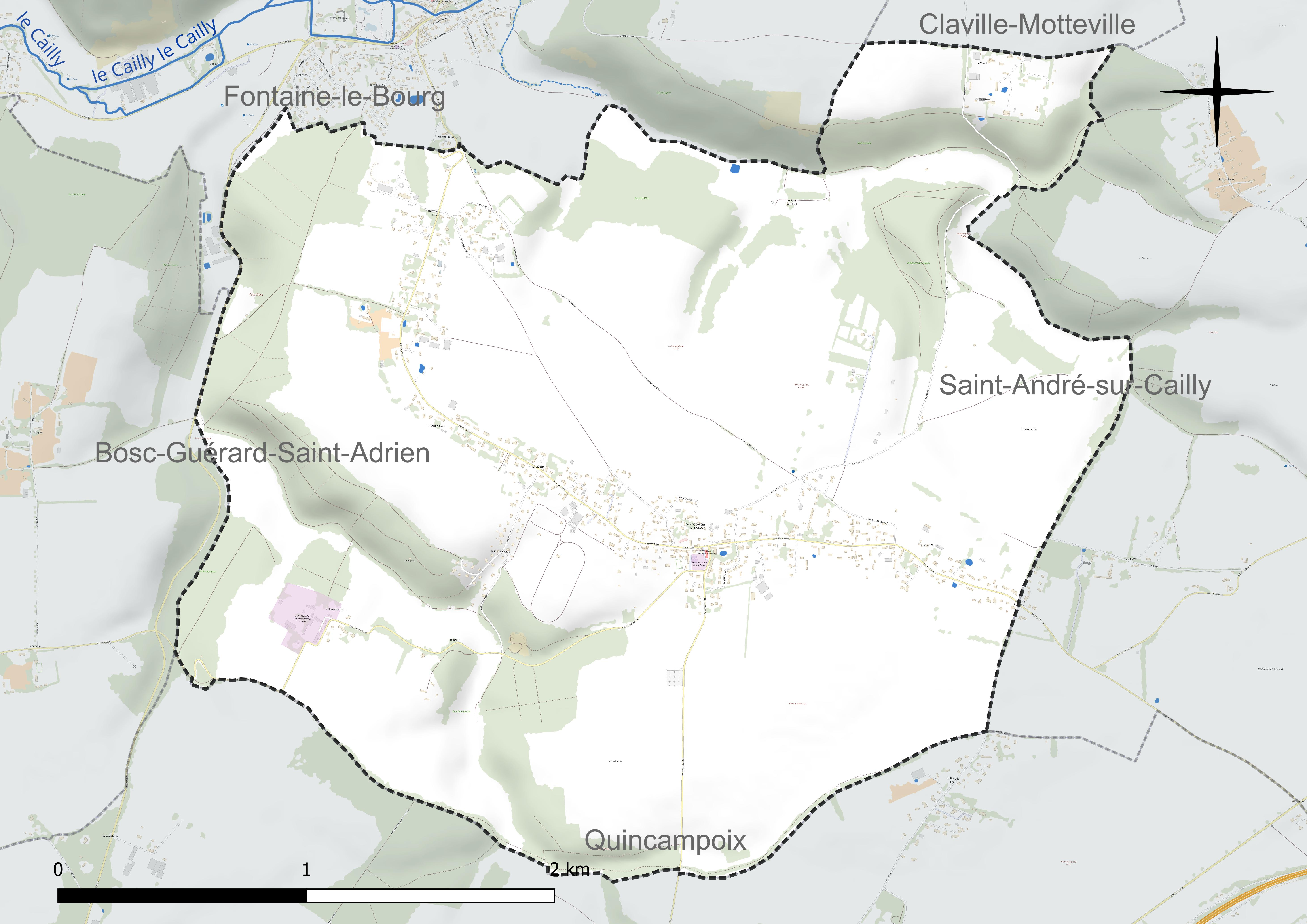
Réseau hydrographique de Saint-Georges-sur-Fontaine.

### Climat
Pour des articles plus généraux, voir Climat de la Normandie et Climat de la Seine-Maritime.
En 2010, le climat de la commune est de type climat océanique dégradé des plaines du Centre et du Nord, selon une étude du CNRS s'appuyant sur une série de données couvrant la période 1971-2000. En 2020, Météo-France publie une typologie des climats de la France métropolitaine dans laquelle la commune est exposée à un climat océanique et est dans la région climatique  Côtes de la Manche orientale, caractérisée par un faible ensoleillement (1 550 h/an) ; forte humidité de l’air (plus de 20 h/jour avec humidité relative > 80 % en hiver), vents forts fréquents. Parallèlement le GIEC normand, un groupe régional d’experts sur le climat, différencie quant à lui, dans une étude de 2020, trois grands types de climats pour la région Normandie, nuancés à une échelle plus fine par les facteurs géographiques locaux. La commune est, selon ce zonage, exposée à un « climat maritime », correspondant au Pays de Caux, frais, humide et pluvieux, légèrement plus frais que dans le Cotentin.
Pour la période 1971-2000, la température annuelle moyenne est de 10,2 °C, avec une amplitude thermique annuelle de 13,9 °C. Le cumul annuel moyen de précipitations est de 898 mm, avec 13,5 jours de précipitations en janvier et 8,7 jours en juillet. Pour la période 1991-2020, la température moyenne annuelle observée sur la station météorologique la plus proche, située sur la commune de Rouen à 13 km à vol d'oiseau, est de 12,6 °C et le cumul annuel moyen de précipitations est de 817,9 mm,. Pour l'avenir, les paramètres climatiques de la commune estimés pour 2050 selon différents scénarios d’émission de gaz à effet de serre sont consultables sur un site dédié publié par Météo-France en novembre 2022.

## Urbanisme

### Typologie
Au 1er janvier 2024, Saint-Georges-sur-Fontaine est catégorisée commune rurale à habitat dispersé, selon la nouvelle grille communale de densité à sept niveaux définie par l'Insee en 2022.
Elle appartient à l'unité urbaine de Fontaine-le-Bourg, une agglomération intra-départementale regroupant deux  communes, dont elle est une commune de la banlieue,,. Par ailleurs la commune fait partie de l'aire d'attraction de Rouen, dont elle est une commune de la couronne,. Cette aire, qui regroupe 317 communes, est catégorisée dans les aires de 200 000 à moins de 700 000 habitants,.

### Occupation des sols
L'occupation des sols de la commune, telle qu'elle ressort de la base de données européenne d’occupation biophysique des sols Corine Land Cover (CLC), est marquée par l'importance des territoires agricoles (70,5 % en 2018), une proportion sensiblement équivalente à celle de 1990 (70,9 %). La répartition détaillée en 2018 est la suivante : 
terres arables (47,6 %), forêts (23 %), prairies (22,9 %), zones urbanisées (6,5 %). L'évolution de l’occupation des sols de la commune et de ses infrastructures peut être observée sur les différentes représentations cartographiques du territoire : la carte de Cassini (XVIIIe siècle), la carte d'état-major (1820-1866) et les cartes ou photos aériennes de l'IGN pour la période actuelle (1950 à aujourd'hui).

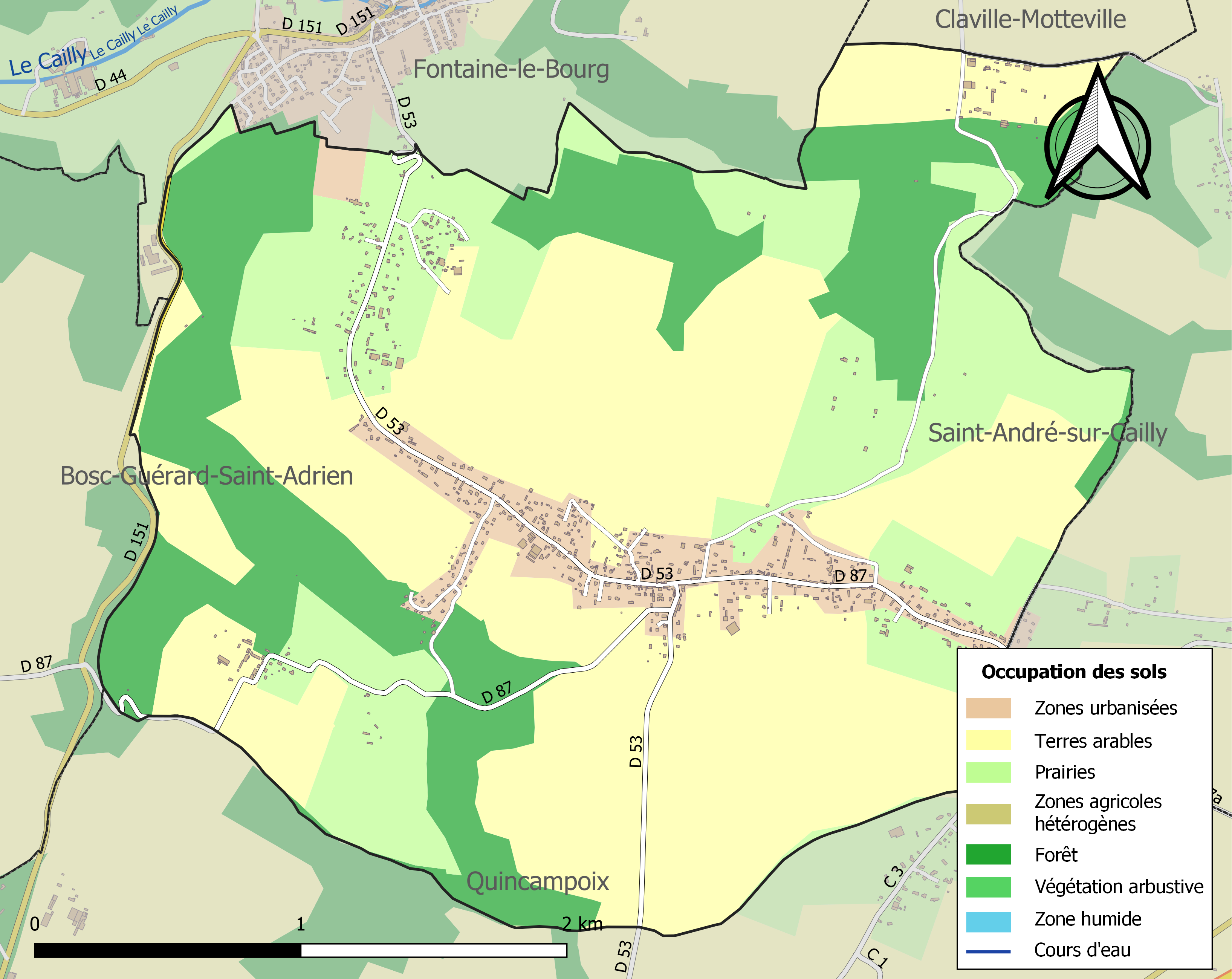
Carte des infrastructures et de l'occupation des sols de la commune en 2018 (CLC).

## Toponymie
Le nom de la localité est attesté sous les formes de Sancto Georgio en 1180, Sancti Georgii supra fonte en 1188,, Ecclesia Sancti Georgii vers 1240, Saint George en 1319, Sanctus Georgius en 1337, Paroisse Saint Joire sur fontaines en 1413, Ecclesia Sancti Georgii supra fontes en 1434, Ecclesia Sancti Georgii prope fontes en 1643, Saint Georges en 1714 et en 1715, Saint Georges sur Fontaine-le-Bourg en 1738, Saint Georges sur Fontaine le Bourg en 1757, Ecclesia Sancti Georgii de fontibus Burgi en 1770, Saint Georges sur Fontaine en 1788.
L'hagiotoponyme Saint-Georges évoque Saint Georges de Lydda, un martyr du IVe siècle.
Le déterminant complémentaire -sur-Fontaine se réfère en fait à Fontaine-le-Bourg (jadis simplement Fontaine), comme l'indiquent les mentions anciennes, -sur- signifiant dans ce cas « au-dessus ». Saint-Georges est en effet située sur le plateau et Fontaine-le-Bourg dans la vallée.

## Histoire
Selon la légende, saint Georges, à la tête d'une armée romaine de 6 000 hommes s'en vint combattre dans la région. La chaleur de l'été accablait ses soldats et beaucoup mouraient de soif. Saint Georges frappa le sol de son épée et fit jaillir une source qui réconforta son armée, d'où le nom de Fontaine Nourrice, source qui jaillit aux limites du village. On apprendra bien des siècles après que ce liquide qui découlait de cette source n'était rien d'autre qu'un alcool, jusqu'alors inconnu, qui redonnait force et vitalité. Cette légende, qui semble tardive, ne comprend aucun événement proche d'une réalité historique connue quelconque.
Saint-Georges-sur-Fontaine est créé par l'abbaye de Fécamp, où le culte de ce saint était important (comme l'indique par exemple la dédicace à saint Georges du prieuré de Mantes dépendant de Fécamp). Elle y développe une paroisse à partir de 1188. La paroisse en reste dépendante jusqu'à la Révolution. Les fiefs versent les rentes seigneuriales aux moines qui ont autorité judiciaire par le sénéchal de la baronnie de Fontaine-le-Bourg. La paroisse compte vingt-huit masures coutumières sur la Forêt Verte appartenant à l'abbaye Saint-Ouen de Rouen.
Cette tradition s'est perpétuée jusqu'à nos jours sous forme de revenus syndicaux sur l'exploitation de la forêt.
Sous Saint-Louis, la population comptait une centaine de famille.
En 1472, après avoir levé le siège de Beauvais, Charles le Téméraire met Saint-Georges-sur-Fontaine et toute la contrée entre Neuchâtel et Rouen à feu et à sang.
Les châteaux et les manoirs sont la propriété de la noblesse de robe qui détient des offices dans les cours souveraines siégeant à Rouen.
Henri IV traverse le village en 1592 avant de chasser la garnison du duc de Parme de Fontaine-le-Bourg.
En devenant commune en 1790, Saint-Georges-sur-Fontaine perd une partie de son territoire : les hameaux de Bosthroude, de la Haye-Gonnor et de Pimont, ont été rattachés à la commune de Bosc-Guérard. La population s'élevait en 1794 à 900 habitants.
Sa vocation agricole s'efface peu à peu à partir de 1965.
Sur le territoire de la commune, le chemin des Chasses-Marées est l'une des plus anciennes voies conduisant les attelages dits chasse-marées, depuis les ports de Dieppe ou de Saint-Valery-en-Caux, jusqu'aux halles de Paris.

## Politique et administration

### Liste des maires
| Période                                  | Période                    | Identité      | Étiquette | Qualité |
| ---------------------------------------- | -------------------------- | ------------- | --------- | --- |
| Les données manquantes sont à compléter. |                            |               |           | |
| 1997                                     | juin 2011                  | René Normand  | PR        | Démissionnaire |
| juin 2011                                | En cours (au 10 août 2020) | Gaël Fouldrin |           | Psychiatre à l'hôpital de Saint-Étienne-du-Rouvray Membre du bureau de la CCPNOR (2015 → 2016) Réélu pour le mandat 2020-2026, |

### Distinctions et labels
La commune a obtenu en 2019 les félicitations du jury départemental pour les communes de moins de 1000 habitants au Concours des villes et villages fleuris.

## Population et société

### Démographie
L'évolution du nombre d'habitants est connue à travers les recensements de la population effectués dans la commune depuis 1793. Pour les communes de moins de 10 000 habitants, une enquête de recensement portant sur toute la population est réalisée tous les cinq ans, les populations de référence des années intermédiaires étant quant à elles estimées par interpolation ou extrapolation. Pour la commune, le premier recensement exhaustif entrant dans le cadre du nouveau dispositif a été réalisé en 2006.

En 2022, la commune comptait 927 habitants, en évolution de +0,98 % par rapport à 2016 (Seine-Maritime : +0,35 %, France hors Mayotte : +2,11 %).
| 1793 | 1800 | 1806 | 1821 | 1831 | 1836 | 1841 | 1846 | 1851 |
| ---- | ---- | ---- | ---- | ---- | ---- | ---- | ---- | ---- |
| 750  | 720  | 653  | 654  | 655  | 610  | 614  | 610  | 636  |

| 1856 | 1861 | 1866 | 1872 | 1876 | 1881 | 1886 | 1891 | 1896 |
| ---- | ---- | ---- | ---- | ---- | ---- | ---- | ---- | ---- |
| 615  | 593  | 577  | 520  | 515  | 509  | 453  | 453  | 481  |

| 1901 | 1906 | 1911 | 1921 | 1926 | 1931 | 1936 | 1946 | 1954 |
| ---- | ---- | ---- | ---- | ---- | ---- | ---- | ---- | ---- |
| 409  | 451  | 444  | 424  | 428  | 383  | 402  | 410  | 390  |

| 1962 | 1968 | 1975 | 1982 | 1990 | 1999 | 2006 | 2011 | 2016 |
| ---- | ---- | ---- | ---- | ---- | ---- | ---- | ---- | ---- |
| 368  | 472  | 590  | 596  | 675  | 761  | 844  | 895  | 918  |

| 2021 | 2022 | - | - | - | - | - | - | - |
| ---- | ---- | - | - | - | - | - | - | - |
| 919  | 927  | - | - | - | - | - | - | - |

### Cultes
Saint-Georges-sur-Fontaine est rattaché à la paroisse catholique Saint-Pierre et Saint-Paul de Bois-Guillaume – Forêt verte qui fait partie de l'archidiocèse de Rouen.

## Culture locale et patrimoine

### Lieux et monuments
- L'église Saint-Georges. L'église plusieurs fois reconstruite, conserve quelques ogives du XVIe siècle. Le clocher date de 1835, la nef et le chœur en 1868 sont dus à l'architecte Georges Simon. Le clocher est arraché à sa base lors d'une violente bourrasque le 12 janvier 1930[32]. Un clocher de 15 mètres est construit en 1931 et inauguré le 27 aout 1933[23].
- Le château du Varat. Édifice date du XVIe siècle, il est situé au hameau du Varat. Du nom de ses premiers propriétaires, le château de Varat est acquis au début du XVIIIe siècle par les Cavelier de La Salle. Cette famille compte parmi ses membres le célèbre navigateur René Robert Cavelier de La Salle (1643-1687)qui de 1660 à 1687 explore la Nouvelle-France, la région des Grands Lacs et le Mississippi[23].
- Le château de Coqueréaumont. Élevé en 1868 par Paul de Coqueréaumont, ce château remplace un manoir du XVe siècle, propriété de la famille du Bosc. Nicolas du Bosc est le 49e évêque de Bayeux, et Simon du Bosc, abbé de Jumièges de 1381 à 1418[23].

Ce bâtiment a été détruit en 2011.

## Pour approfondir